# Cossoidea
Cossoidea es una superfamilia de lepidópteros del suborden Glossata.  Su clado hermano es Sesioidea. A veces, los Limacodidae se incluyen en este grupo. 

## Familias
- Cossidae
- Dudgeoneidae